# فرانک گیدک
فرانک گیدک (انگلیسی: Frank Geideck؛ زادهٔ ۲ آوریل ۱۹۶۷) بازیکن فوتبال اهل آلمان است.
از باشگاه‌هایی که در آن بازی کرده‌است می‌توان به باشگاه فوتبال آرمینیا بیله‌فلد اشاره کرد.